# A vallás eredete

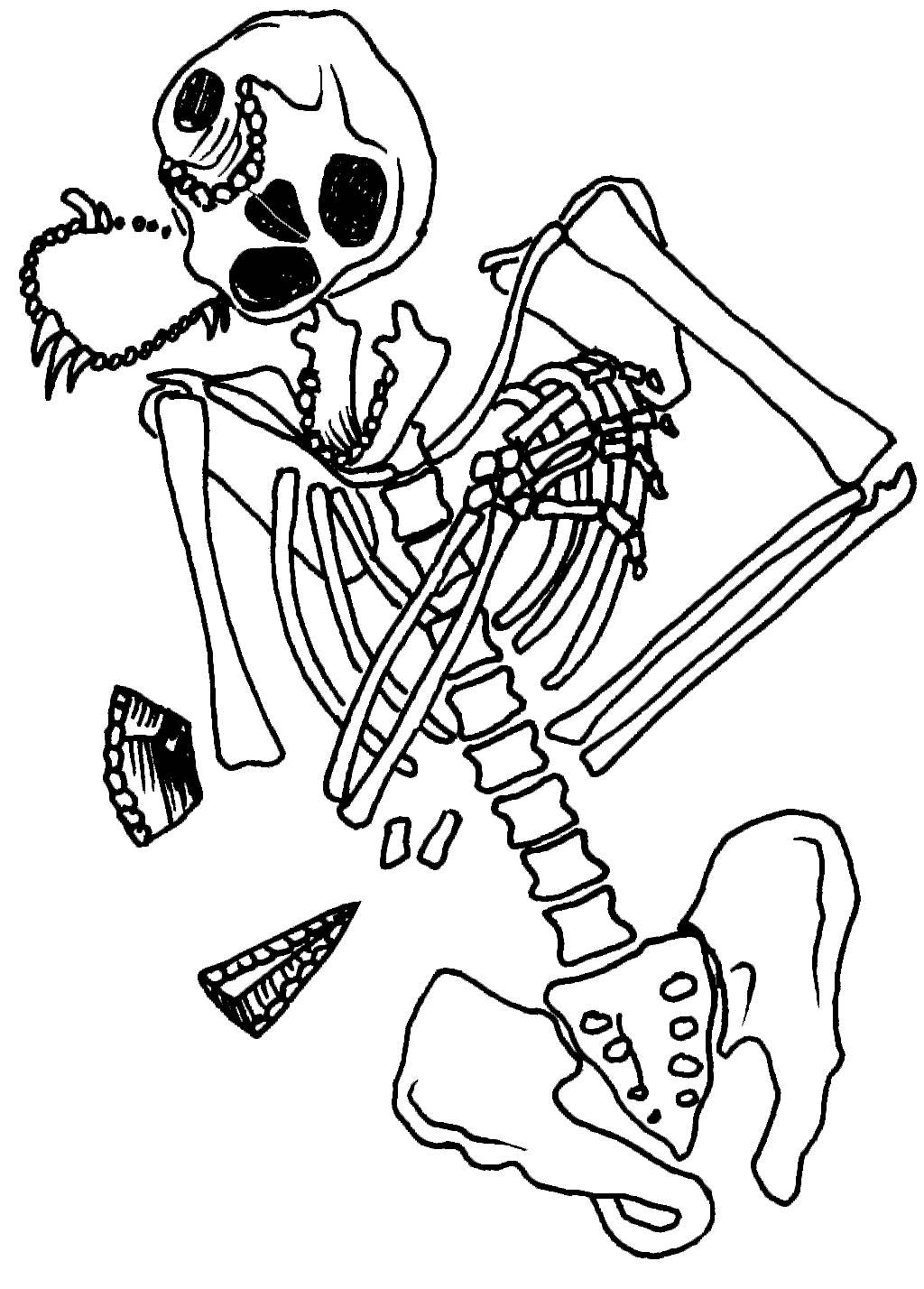
A halott mellé temetett javak talán a túlvilági létbe vetett hitre utalnak. Neandervölgyi ember 60 ezer éves sírja kőeszközökkel.

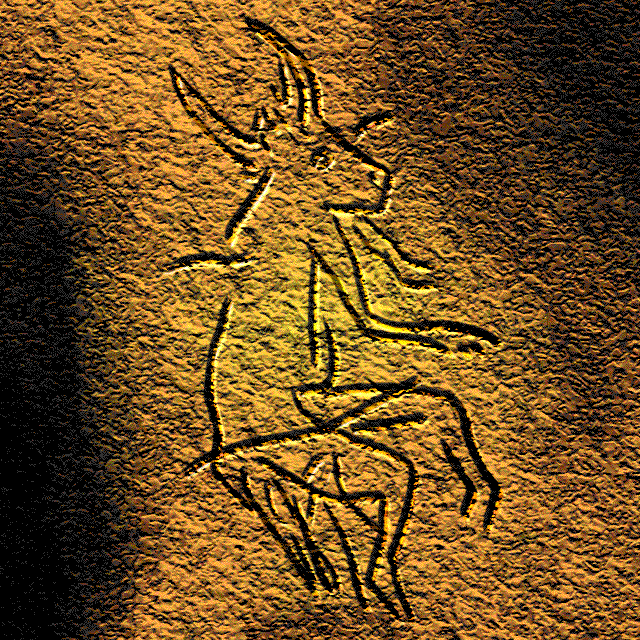
Félig emberi félig állati alak ábrázolása egy őskőkori barlangrajzon. Talán kultikus figurát ábrázol.

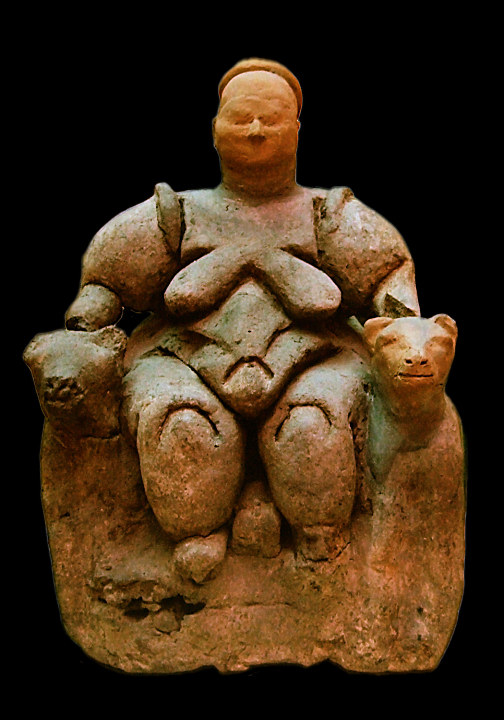
Újkőkori Istennő oroszlánokkal körülvett trónusán

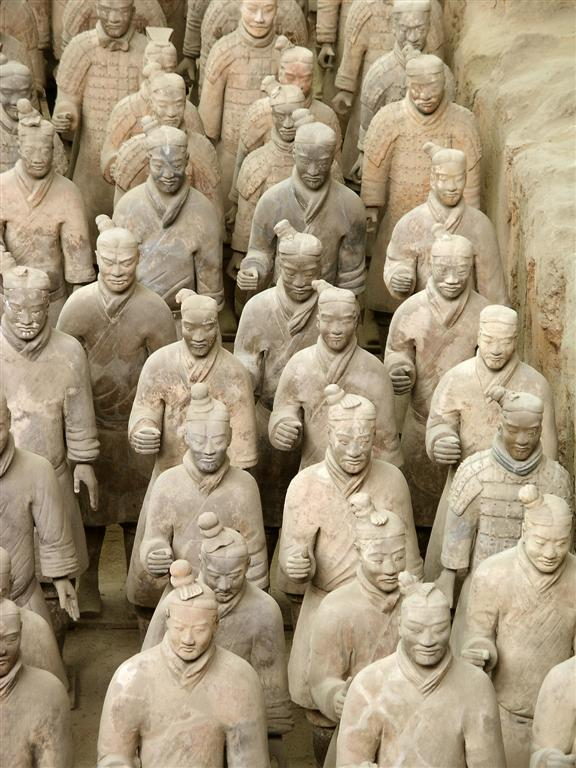
Az első kínai császár, Csin Si Huang-ti holttestét egy szimbolikus hadsereg kísérte a remélt túlvilági életbe.

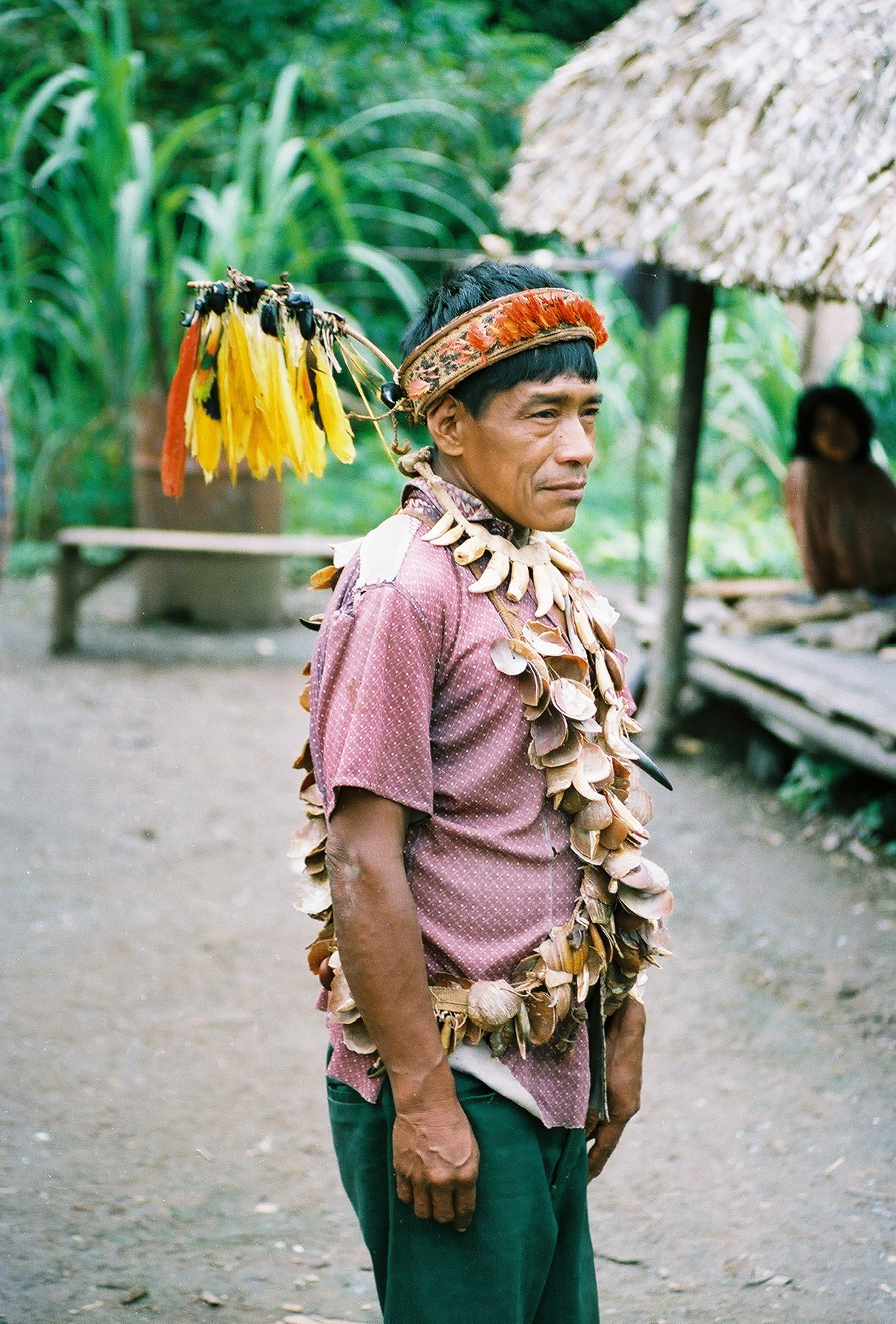
Urarina sámán, 1988.

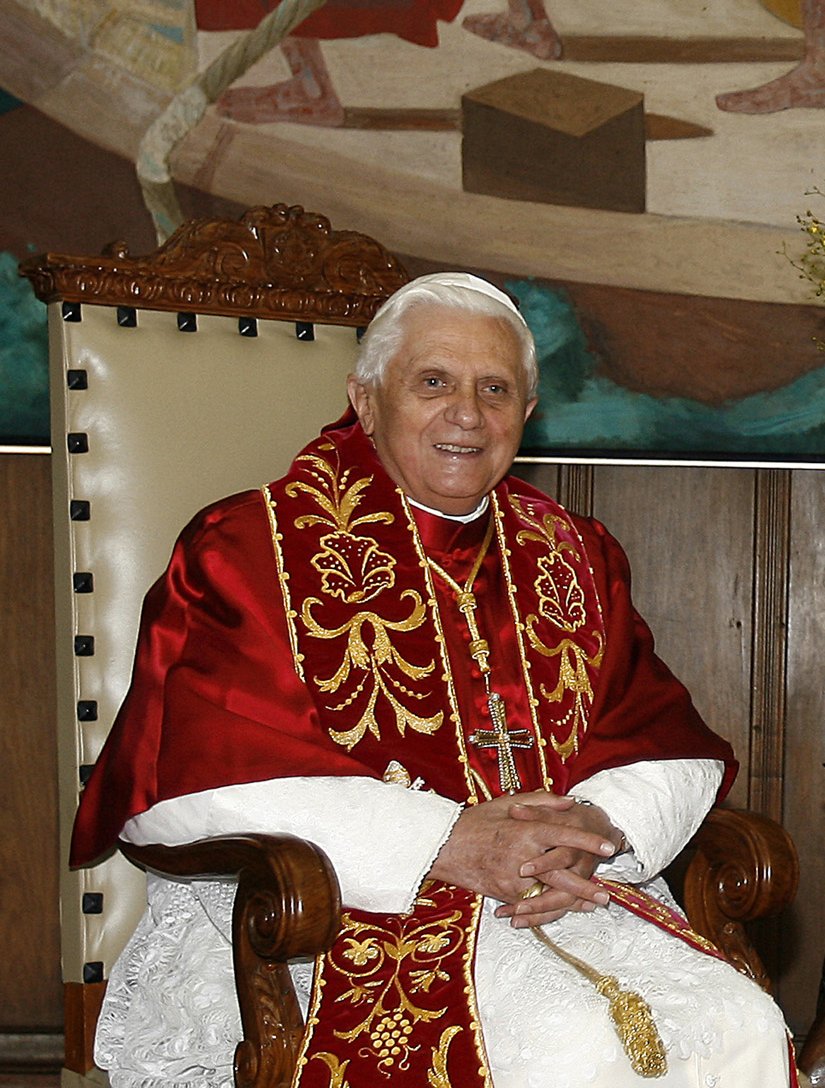
XVI. Benedek pápa, 2007.

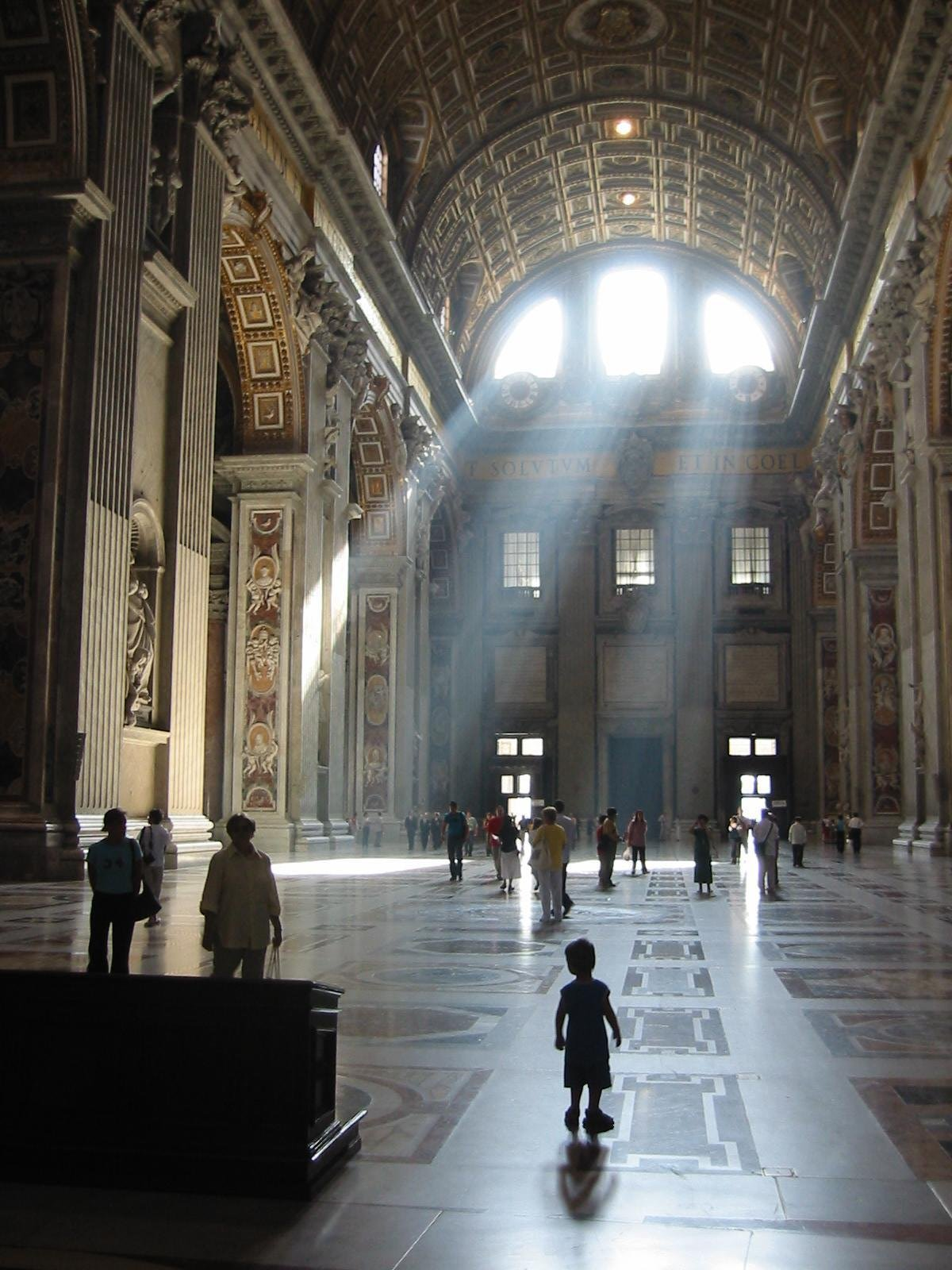
Szent Péter-bazilika

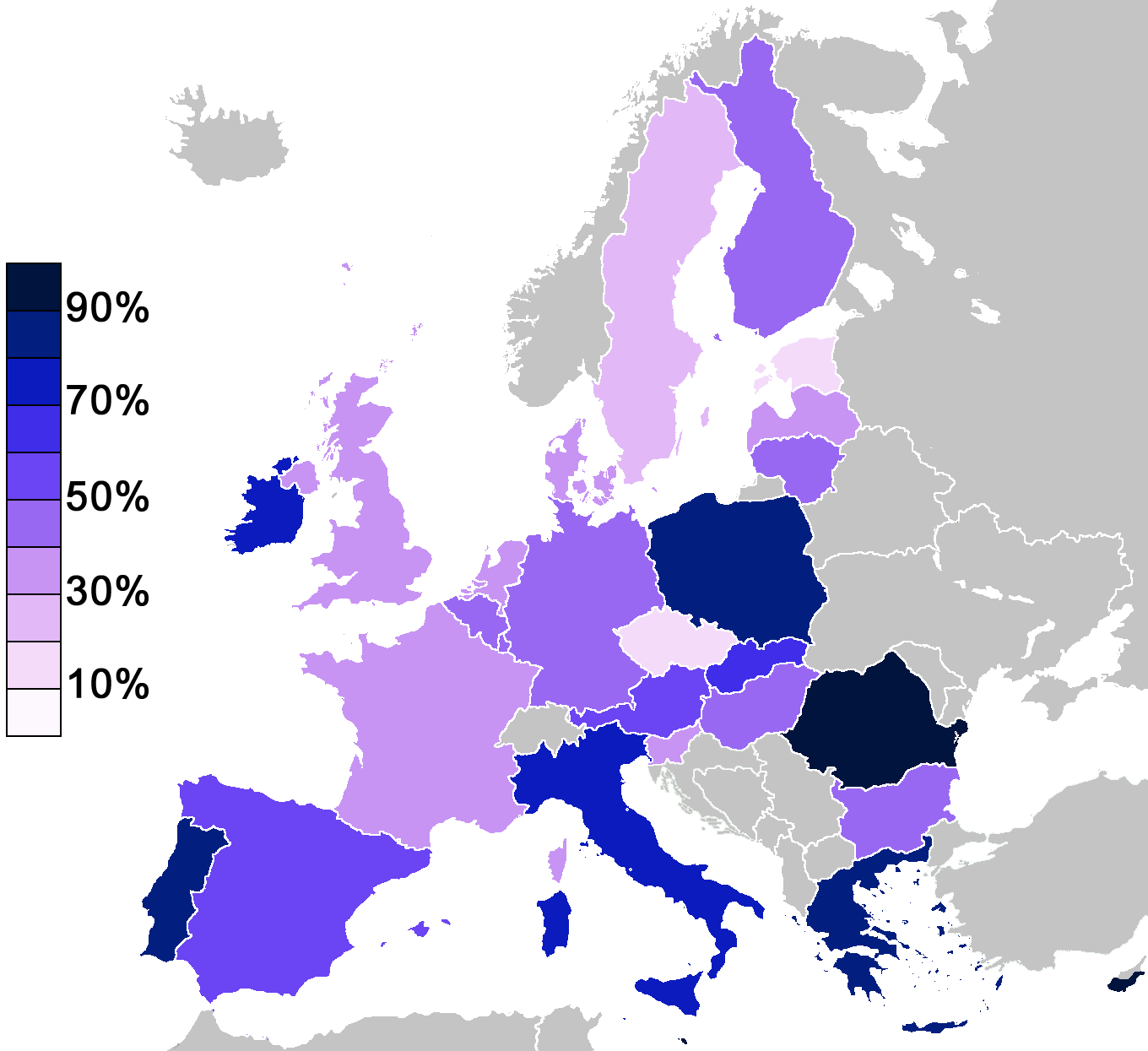
Az istenhívők aránya különböző európai társadalmakban az Eurobarometer 2005-ös adatai alapján

A vallás az emberi gondolatok és viselkedések olyan együttese, amely a természetfeletti lények – pl. istenek, angyalok, szellemek – és a természetfeletti világ – pl. túlvilág, mennyország, pokol – létezésébe vetett hit határoz meg, vagy legalábbis az befolyásolja. A vallásosság az emberi faj egyedülálló tulajdonsága; a vallásos viselkedés az emberi evolúció korai szakaszában (középső-őskőkorszak, mintegy 300-500 ezer éve) megjelent, és azóta is folyamatos.

## Rítusok az állatvilágban
Az ember legközelebbi rokonai a csimpánz fajok, őseiktől az ember-ősök mintegy 6 millió évvel ezelőtt váltak szét. A vallásos viselkedés nyomokban sem jelenik meg a csimpánzok közt, de jellemzi őket néhány olyan tulajdonság, melyet a vallás megjelenésének nélkülözhetetlen feltételeinek tekintünk. Ilyen tulajdonságok pl. az öntudat, a magas intelligencia, a szimbólumok használata a kommunikációban, és a társadalmi normák kialakulása. Valószínűnek látszik, hogy a neandervölgyi ember is eltemette halottait, ami feltételezi a temetési szertartások valamilyen formáját. Az ember szűkebb rokonsági körén kívül egyedül az afrikai elefánt esetében figyelhetők meg a halállal kapcsolatos, nem adaptív, rítus-jellegű viselkedésformák.

## A vallás kialakulásának biológiai előfeltételei

### A megnövekedett agyméret és intelligencia
Feltételezhető, hogy a vallás megjelenésének egyik előfeltétele a kellően nagy agyméret, ami lehetővé teszi az absztrakt fogalmak használatát. Az emberi evolúció során az agyméret jelentősen megnőtt, különösen az paleolitikum kezdetén. Elsősorban az agykéreg növekedett jelentősen, mely többek közt az öntudatért, a nyelvért és a kognitív képességekért felelős agyterület.
- Ezekkel az állításokkal csak az a baj, hogy a legújabb kutatások alapján a mai ember agya kisebb a kőkorszaki ősembernél! [8][9][10]

A fejlett értelmi képességek lehetővé teszik az öntudat megjelenését és annak a felismerését, hogy minden egyed élete szükségképpen halállal végződik. Ezáltal szükségszerűen megjelenik a haláltudat, vagyis a saját halál elkerülhetetlenségének gondolata is. A vallások rendszerint olyan magyarázatokat kínálnak, melyek megkönnyítik a saját halál elkerülhetetlen voltának elfogadását, az ezzel való megbékélést.

### Az eszközhasználat
A sokféle és komplex eszköz készítése egyfajta tervezői előrelátást tesz szükségessé, vagyis szükségszerűen kialakul (adaptív előnyt élvez, szelekciós előnyt biztosít) a nem létező dolgok elképzelésére való képesség.

### A nyelv kialakulása
A vallás két jól elkülöníthető formája az egyéni hiedelem, illetve a társadalmi szinten szerveződő és egységesülő hiedelmek világa. Nyilvánvaló, hogy a társadalmi szinten egységesülő vallás kialakulásának előfeltétele egy olyan komplex szimbólumrendszer megjelenése, ami lehetővé teszi a hiedelmek egyének közti átadását.

### A társas életmód és az erkölcsiség
A főemlősök szociális életmódja nyújtott alapot az ember közösségi moráljának megjelenéséhez. A főemlős szocialitás e szempontból is jelentős elemei az egyéni kötődés, az együttműködés és a kölcsönös segítség, a szimpátia és az empátia, a csalás illetve a csalók felderítésére és megbüntetésére való törekvés. Az emberelődök – mint a mai csimpánzok is – valószínűleg alig pár tucatnyi egyedet számláló hordákba szerveződve éltek. A nagyobb közösségek, mint a több száz főnyi törzsi közösségek kialakulását az összetettebb viselkedési szabályok elterjedése tette lehetővé. Az önző egyéni érdekek elnyomása a közösség érdekében valószínűleg csak azáltal vált lehetségessé, hogy megjelent a természetfeletti lények, szellemek és istenek állandó ellenőrző és büntető hatalmába vetett hit. Ezáltal a vallásos hit elterjedése növelte a csoport közös túlélési esélyeit.

## A túlvilágba vetett hit korai bizonyítékai

### Paleolit temetkezés
A vallásos érzésekhez kapcsolódó rituális viselkedések talán legrégebbi nyomait a halottak eltemetésével kapcsolatban ismerjük. Ezekhez gyakran a halál utáni túlvilági létbe vetett hit jelei is kapcsolhatók; így pl. a halottal eltemették a fontos és értékes eszközeit, vagy ételt temettek mellé.
A legkorábbi ismert temetkezési helyet a spanyolországi Atapuercában találták, ahol a Homo erectus több mint 30 egyedének csontvázát találták egy 2-300 000 éves lelőhelyen. E fejlődési vonal leszármazottai, a neandervölgyi emberek szintén eltemették halottaikat és eszközöket, élelmet, gyógynövényeket is temettek melléjük.
A modern ember (Homo sapiens) legkorábbi temetkezési helye az izraeli Qafzeh melletti barlangból ismert, e lelet mintegy 100 000 éves. A holttesteket vörös okkerrel festették, és eszközöket, élelmet temettek melléjük.

### A szimbólumok használata
A természetfeletti lényeket vagy eszméket jelképező vallási szimbólumok használata világszerte elterjedt jelenség. Mivel a hit szerint e lények nem követik a természeti törvényeket, és így nem lehet fizikai valójukban bemutatni őket, ezért is kézenfekvő, hogy az emberek szimbólumokkal utalunk rájuk. A művészet és a vallás ezért ősidők óta szoros kapcsolatban fejlődik, és így a régészeti leletek közt feltűnő szimbólumokból következtethetünk őseink vallásos hitére is.
Talán a legrégebbi ismert szimbólum a vörös okker használata egyes afrikai kőkorszaki (legalább 100000 éves) lelőhelyeken. A vörös okkert mai törzsi társadalmak is felhasználják rítusaikban. Mások kritizálják ezt az értelmezést, és csak sokkal későbbi, egyértelműbb szimbólumokat – mint pl. a késői paleolit barlangrajzokat – fogadják el a vallásos meggyőződés jeleként.

### Az írás feltalálása
Az írást az i.e. 4. évezredben találták fel. Az első ismert írásjelek inkább gazdasági elszámolásokat tartalmaztak, de igen korán megjelentek a vallási személyeket vagy eszméket jelképező szimbólumok is.  Az írás elterjedése lehetővé tette, hogy a korábban szájhagyományokban terjedő hiedelmeket a továbbiakban egységesített formában és szervezett módon terjesszék.

## A vallás evolúciós pszichológiája
A kognitív tudományok képviselői egyetértenek abban, hogy a vallásosság megjelenése az emberi agy szerkezeti bonyolultságának következménye. Egyes szerzők a folyamatot a vallás adaptív (csoportszelekciós) előnyeivel magyarázzák, mások szerint a vallásosság megjelenése inkább csak az agy komplexitásának szükségszerű mellékterméke.
Az ember képes más, pl. veszélyes lények jelenlétére közvetett jelek alapján következtetni. Képes ok-okozati összefüggéseket felismerni természeti jelenségek közt. Továbbá képes mentális állapotokat – elképzeléseket, szándékokat, vágyakat, színlelést, tudást stb. tulajdonítani önmagának és másoknak, megérti, hogy mások elképzelései, szándékai és vágyai különböznek a sajátjától. E képességei miatt gyakran a másképp megmagyarázhatatlan természeti jelenségek (pl. katasztrófák) mögé is természetfeletti szellemek tevékenységét képzeli okozóként. A közösségi vallásos hitek e szellemeket már egységesített formában, istenségként jelenítik meg.

## Az intézményes vallás eredete
A szervezett vallás alapjai először 11 000 éve a neolitikus forradalom idején jelentek meg a Közel-Keleten, de valószínűleg a világ több más táján később ettől függetlenül is kialakultak. A korábbi gyűjtögető népek a mezőgazdaság kialakulása miatt helyhez kötött életmódra tértek át, megnőtt a népsűrűség és felgyorsult a technikai fejlődés. Az így kialakuló államok és birodalmak megkövetelték a vallás olyan egységesített formáit, melyek hittételeikben kifejezték a fennálló politikai rend isteni eredetébe vetett hitet, és ezáltal legitimálták a központi hatalmat.
ó
Az első államok a neolitikus forradalom utáni Egyiptom és Mezopotámia, melyek politikai rendszere a papság által irányított teokrácia volt, a vezetők egyidejűleg politikai és vallási szerepet is betöltöttek. Az antropológusok szerint az emberi társadalmak általános jellemzője, hogy a politikai hatalmat annak birtokosai a túlvilági erők állítólagos szándékával igyekeznek legitimálni.